# Since I Don't Have You
Since I Don't Have You è un singolo del gruppo musicale statunitense The Skyliners. Pubblicato nel 1958, il brano arrivò alla dodicesima posizione nella Billboard Hot 100.
La canzone ottenne nuova popolarità quando i Guns N' Roses ne realizzarono una cover per il loro album The Spaghetti Incident? del 1993: essa costituì il diciottesimo singolo pubblicato dalla band e il terzo estratto dal suddetto album. Since I Don't Have You venne pubblicata come singolo nel 1994 e arrivò alla sessantanovesima posizione nella Billboard Hot 100; venne anche registrato un videoclip, con la partecipazione di Gary Oldman, che costituì l'ultimo con la presenza degli ultimi due membri della formazione originaria, Duff McKagan e Slash, oltre al batterista Matt Sorum, al chitarrista ritmico Gilby Clarke e al cantante Axl Rose. Fu inoltre l'ultimo video ad essere pubblicato sotto il nome "Guns N' Roses".

## Il brano
Since I Don't Have You fu composta nell’autunno del 1958 da Joseph "Joe" Rock e James "Jimmy" Beaumont, rispettivamente produttore e frontman degli Skyliners, una delle band che meglio interpretarono l’era del doo-wop nel corso degli anni ’50, raggiungendo grazie a questa hit la massima popolarità e, nel dicembre di quell’anno, la posizione numero 12 della Billboard Hot 100.
Rock compose quasi tutto il testo mentre si trovava nella sua auto, sconvolto dal fatto che la sua ragazza l’avesse appena lasciato: le sue parole rimarcano infatti l'inconsolabile sconforto di chi di fronte alla fine di una relazione ("Since I don’t have you") vede svanire ogni speranza ("I don’t have plans and schemes, and I don’t have hopes and dreams…") e, schiacciato dal peso di questo dolore, sente che non potrà mai più trovare né l’amore né la felicità ("I don’t have love to share, and I don’t have one who cares… I don’t have happiness and I guess I never will ever again…").

## Cinema, Tv, Teatro
George Lucas volle includere Since I don’t have you nella colonna sonora del suo American Graffiti,  testimoniando come la canzone fosse una tra le maggiormente rappresentative dei "favolosi" anni ’50.
È stato usato nella serie televisiva Happy Days, nell'episodio 11 della decima stagione, intitolato in originale proprio Since I don’t Have You (in italiano Ritorno di Fiamma) e nel musical Grease nella versione andata in scena a Broadway nel 1994.

## Altre versioni
Since I don’t have you è stata reinterpretata da molti artisti: le più significative sono quelle incise da Chuck Jackson, The Four Seasons, Ricky Nelson, Barbra Streisand, Patti LaBelle, Art Garfunkel (che nel 1979 raggiunse la posizione 39 della UK Singles Chart) e da Don McLean, autore nel 1981 della cover di maggiore successo (che raggiunse la posizione 23 della Bilboard Hot 100).
Since I don’t have you fu poi riproposta dai Guns N' Roses nel 1994 quale terzo singolo estratto dall'album The Spaghetti Incident?; arrivò ala posizione 69 nella Billboard Hot 100 e la decima nella UK Singles Chart. Nel video girato a supporto del singolo, che fu l'ultimo ad essere pubblicato a nome "Guns N' Roses", compare l’amico Gary Oldman nei panni di un diabolico satiro impegnato ad infastidire Axl Rose per tutta la durata della canzone.